# Setellia nitidipennis
Setellia nitidipennis är en tvåvingeart som först beskrevs av Wulp 1899. Setellia nitidipennis ingår i släktet Setellia och familjen Richardiidae.
Artens utbredningsområde är Panama. Inga underarter finns listade i Catalogue of Life.